# 5381 Sekhmet
5381 Sekhmet è un asteroide near-Earth.
Scoperto nel 1991, presenta un'orbita caratterizzata da un semiasse maggiore pari a 0,9474452 UA e da un'eccentricità di 0,2961293, inclinata di 48,97249° rispetto all'eclittica.
L'asteroide è dedicato alla divinità egizia Sekhmet.